# Schradera negrensis
Schradera negrensis är en måreväxtart som beskrevs av Karl Suessenguth. Schradera negrensis ingår i släktet Schradera och familjen måreväxter. Inga underarter finns listade i Catalogue of Life.